# Papilio androgeus
A Papilio androgeus a rovarok (Insecta) osztályának lepkék (Lepidoptera) rendjébe, ezen belül a pillangófélék (Papilionidae) családjába tartozó faj.

## Előfordulása
A Papilio androgeus előfordulási területe Mexikótol Argentínáig tart. Az Amerikai Egyesült Államokhoz tartozó Florida állam déli részén is van egy kis állománya.

## Alfajai
- Papilio androgeus androgeus – (Suriname, Kolumbia, Ecuadortól Bolíviáig, Brazílián belül: Amazonas, Pará, Mato Grosso)
- Papilio androgeus epidaurus Godman & Salvin, 1890 – (Florida, Mexikó, Panama, Kubától Santa Luciáig)
- Papilio androgeus laodocus  (Fabricius, 1793)  – (Brazílián belül: Minas Gerais, Paraná, továbbá Paraguay, Argentína)

## Megjelenése
Ezt a lepkefajt a nemi kétalakúság (amikor egy fajon belül a hím és a nőstény eltérő megjelenésűek) és a günandromorfia (amikor egy példány egyaránt mutat hím és nőstény jellegzetességeket) jellemzi. Az elterjedési területein a nőstények sokszor más-más színűek. A hátsó szárnyakon levő „farkok” keskenyek és hegyesek. A hátsó szárnyak felső felén keskeny, kékes félhold alakú folt van, míg az alsó felén több sornyi vörösessárga félkör foltocskák helyezkednek el. A szárnyfesztávolság általában 134-140 milliméter között van.

## Életmódja
Az élőhelyén eléggé közönségesnek számít, és kevésbé veszélyeztetett. Egyaránt kedveli a nyílt füves pusztákat és a másodlagos erdőket (újranőtt erdők, melyeket korábban leégettek vagy kivágtak).
Az imágók évente több nemzedéken keresztül, áprilistól októberig repülnek.
A hernyó a Zanthoxylum elephantiasis, mandarin (Citrus reticulata) és narancs (Citrus sinensis) leveleivel táplálkozik. Az imágó különböző virágok nektárját fogyasztja.

## Képek

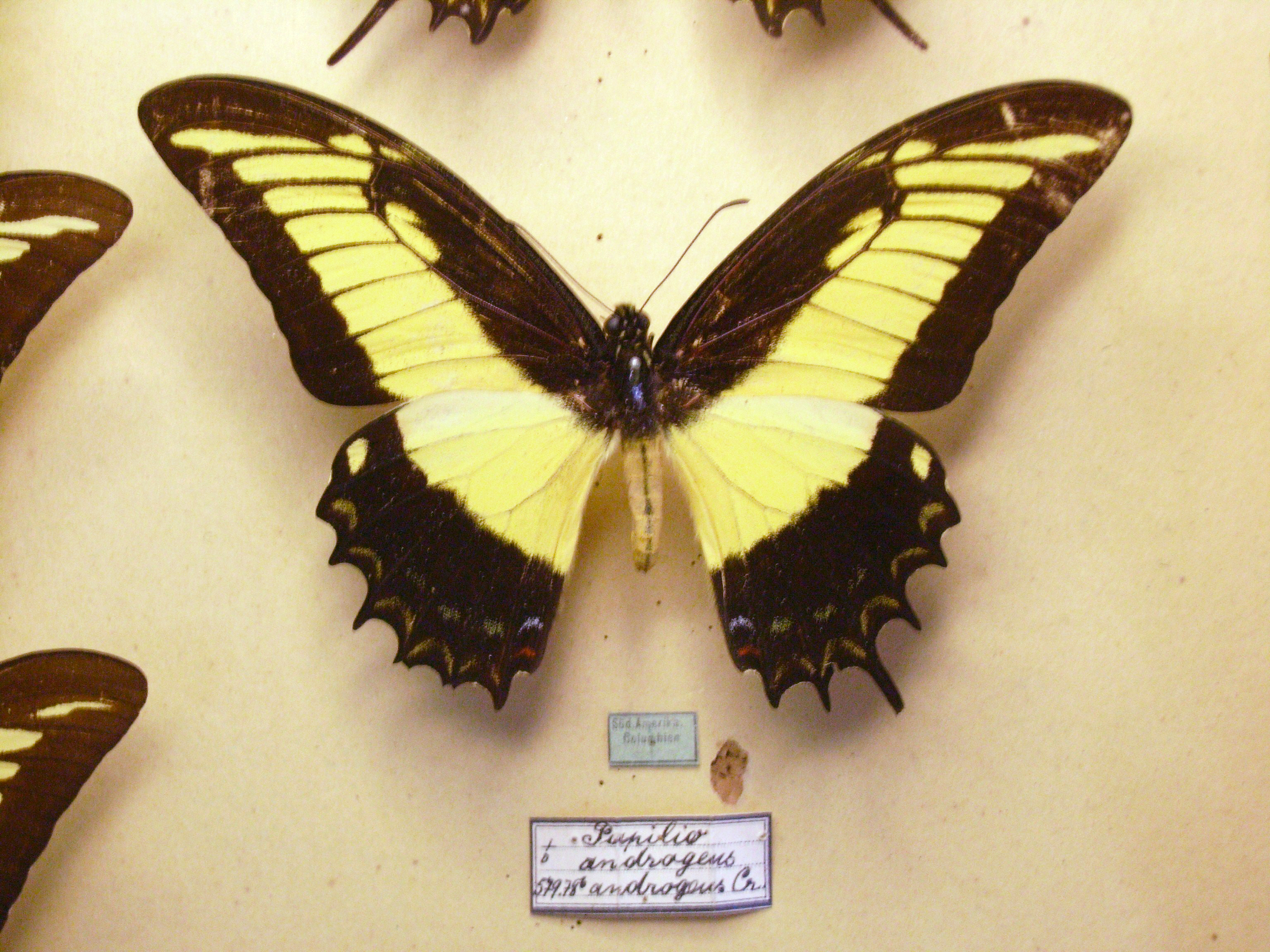
hím,
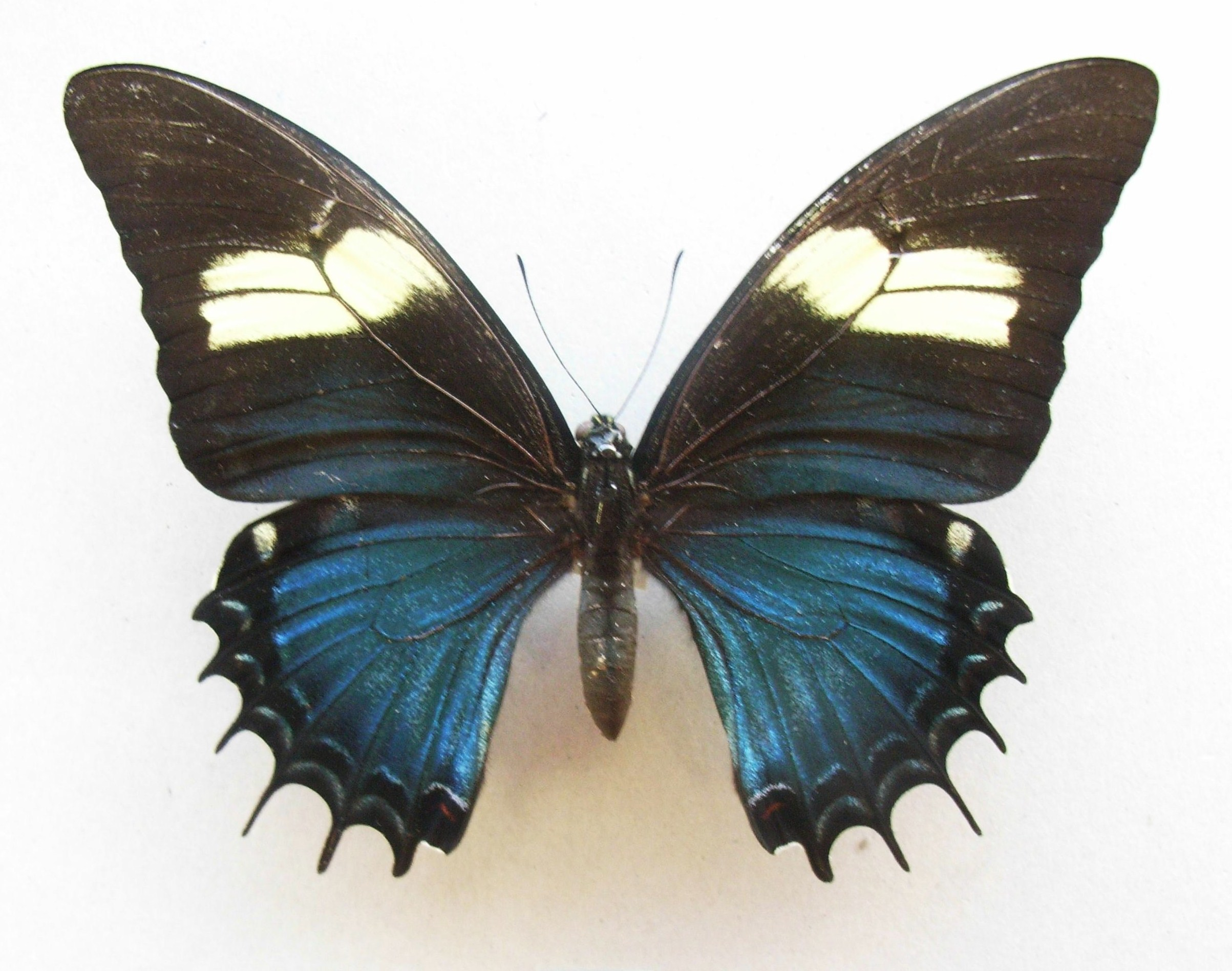
nőstény
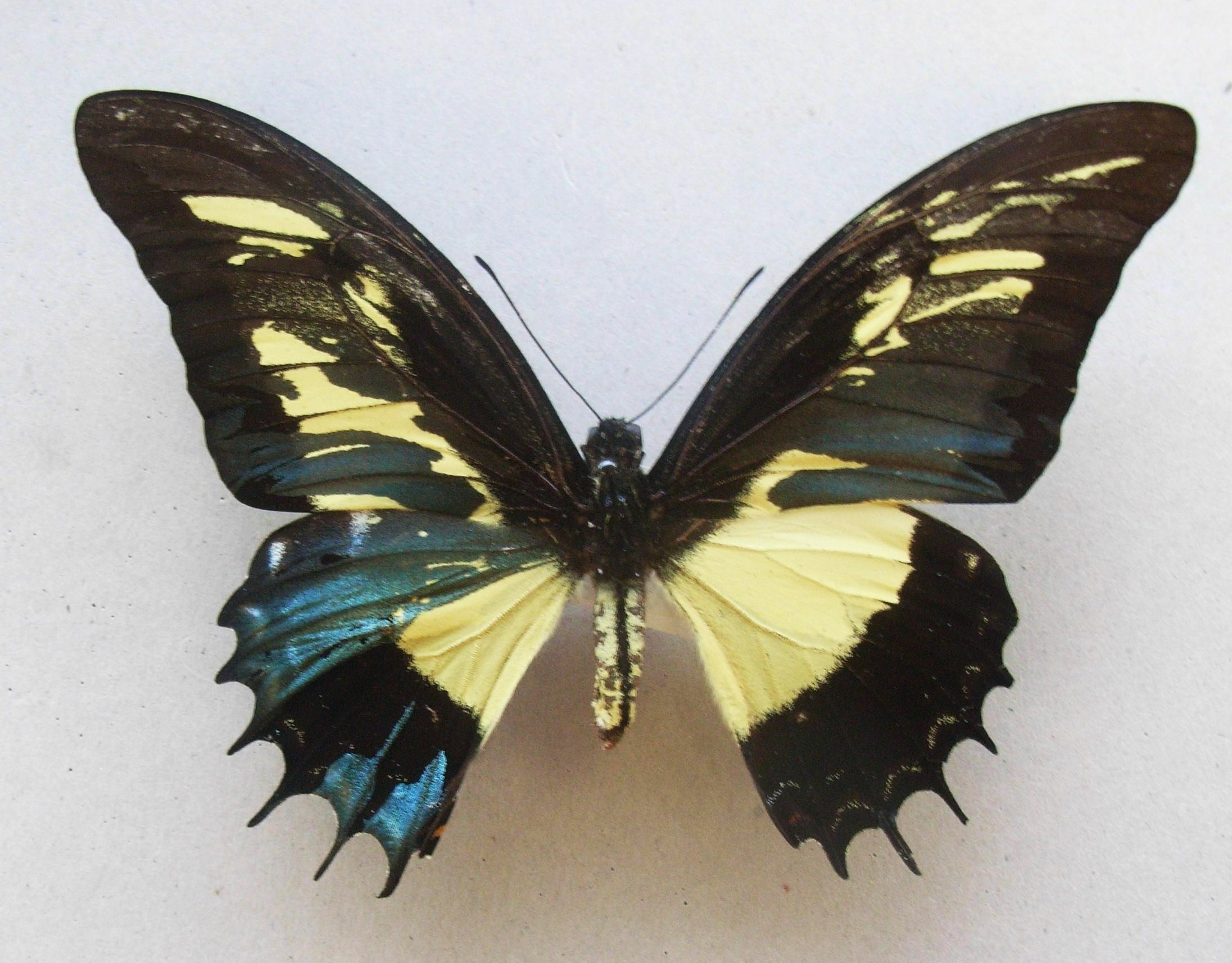
günandromorfiás példány

### Fordítás
- Ez a szócikk részben vagy egészben  a   Papilio androgeus című angol Wikipédia-szócikk ezen változatának fordításán alapul.  Az eredeti cikk szerkesztőit annak laptörténete sorolja fel. Ez a jelzés csupán a megfogalmazás eredetét és a szerzői jogokat jelzi, nem szolgál a cikkben szereplő információk forrásmegjelöléseként.